# Natale a Vienna
Natale a Vienna è un film televisivo del 2020, diretto da Maclain Nelson.

## Trama
Giunta a Vienna per un'esibizione, l'affermata violinista Jess Waters si ritrova per caso a fare da babysitter ai tre figli di Mark Olson, un diplomatico vedovo e molto impegnato con il suo lavoro. Tra Jess e Mark nascerà l'amore e la donna ritroverà anche l'ispirazione e la passione per la musica che ha perso da tempo.